# Vellevans
Vellevans település Franciaországban, Doubs megyében. Lakosainak száma 247 fő (2022. január 1.). Vellevans Crosey-le-Grand, Chazot, Crosey-le-Petit, Ouvans, Randevillers, Sancey és Servin községekkel határos.

## Népesség
A település népessége az elmúlt években az alábbi módon változott:
| Lakosok száma | 264  | 222  | 207  | 196  | 202  | 223  | 234  | 236  | 237  | 247  |
|               | 1968 | 1982 | 1990 | 2006 | 2013 | 2015 | 2017 | 2019 | 2020 | 2022 |